# Miraflores, Boyacá
Miraflores là một thị xã và đô thị ở Departamento Boyacá, thuộc phân vùng Lengupá.